# Feria de Otoño del Libro Viejo y Antiguo de Madrid

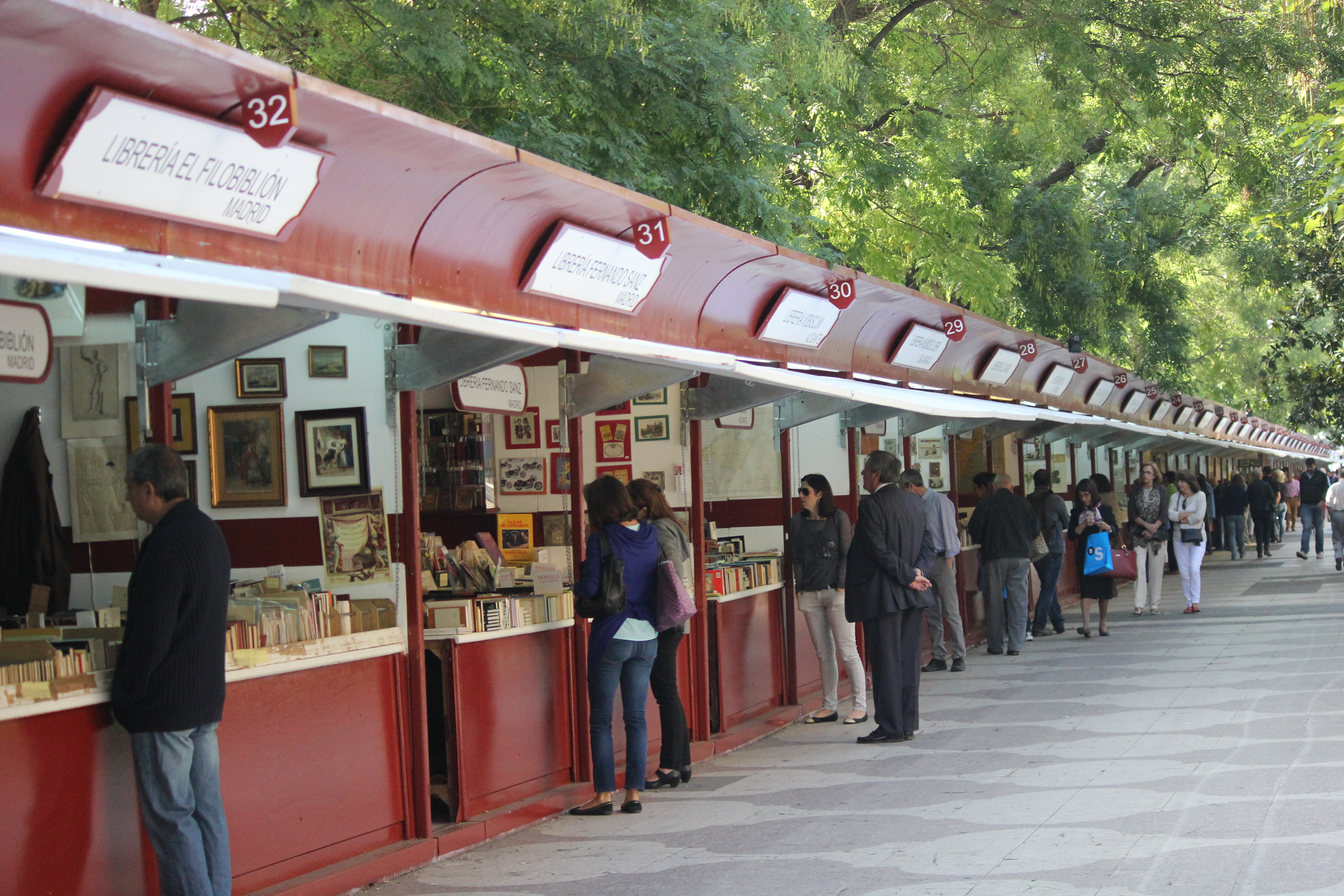
Feria de Otoño del Libro Viejo y Antiguo de Madrid de octubre de 2013. Paseo de Recoletos de Madrid.

La Feria de Otoño del Libro Viejo y Antiguo es un evento cultural relacionado con la compra y venta de libros antiguos.

## Historia y características
La feria se celebra desde 1988 en el Paseo de Recoletos de Madrid, organizada por Libris, la Asociación de Libreros de Viejo. Como su nombre indica se celebra en el mes de octubre, normalmente en su primera semana completa, con un horario ininterrumpido de 11 a 21 h. En 2008 se celebra la XX edición, del 3 al 19 de octubre, ambos inclusive.
A diferencia de la Feria del Libro Antiguo y de Ocasión de Madrid, celebrada seis meses antes, no admite en sus casetas los libros de ocasión (excesos de ediciones y saldos) sino sólo libros viejos y antiguos, por lo que sus estanterías están orientadas a un público más bibliófilo y coleccionista, aunque los amantes de la lectura encontrará, en los mostradores de los libreros, muchos libros de segunda mano a precios muy económicos. No obstante son muchas las librerías especializadas que acuden a ambos eventos.
Los ejemplares disponibles oscilan entre los libros de segunda mano y antiguos a buen precio y auténticas joyas valoradas en miles de euros.
Cada año, el número de asistentes es mayor, tanto de público como de expositores. Según señala la Agencia EFE, en las dos semanas que dura la feria los ingresos pueden oscilar entre 18.000 y 20.000 € para cada caseta, por lo que la feria cada vez cuenta con más libreros interesados en participar.